# ウィリアム・マーカム (アトランタ市長)
ウィリアム・マーカム（William Markham, 1811年10月9日 - 1890年11月9日）は、アメリカ合衆国の実業家。ジョージア州アトランタにおける、著名な旅館経営者であった。

## 生涯
マーカムは1811年10月にコネチカット州ゴーシェンにおいて誕生した。マーカムは1853年1月にアトランタへ移り、間もなく実業家としての評判を獲得した。
1853年11月、マーカムはアトランタ市長ジョン・ミムズの病気による辞任を受けて、後任の市長を決める特別選挙に立候補した。マーカムは特別選挙で勝利し、1854年11月までアトランタ市長を務めた。マーカムの在任中に完成した初代市庁舎は、1882年まで四半世紀近く使用された。
1858年、マーカムはアトランタ圧延工場を立ち上げ、経営者となった。1864年7月にアトランタの戦いが起こると、マーカムは市の降伏を求める市民委員会に加わった。アトランタは1864年9月に北軍に明け渡された。1870年、マーカムは急進党から2期目のアトランタ市長に立候補したが、民主党ウィリアム・エザードに敗れた。
マーカムは1875年11月15日にアトランタで最高級の旅館マーカム・ハウスを開業した。同旅館は107の客室と集中暖房システムを備え、市民生活の中心的存在となった。同旅館は1896年に焼失した。